# 루파라 (몰리세주)
루파라(이탈리아어: Lupara)는 이탈리아 몰리세주 캄포바소도의 코무네다. 캄포바소로부터 북쪽 25km 거리에 있다.

## 같이 보기
- 루파라 (무기)